# Pontifex maximus

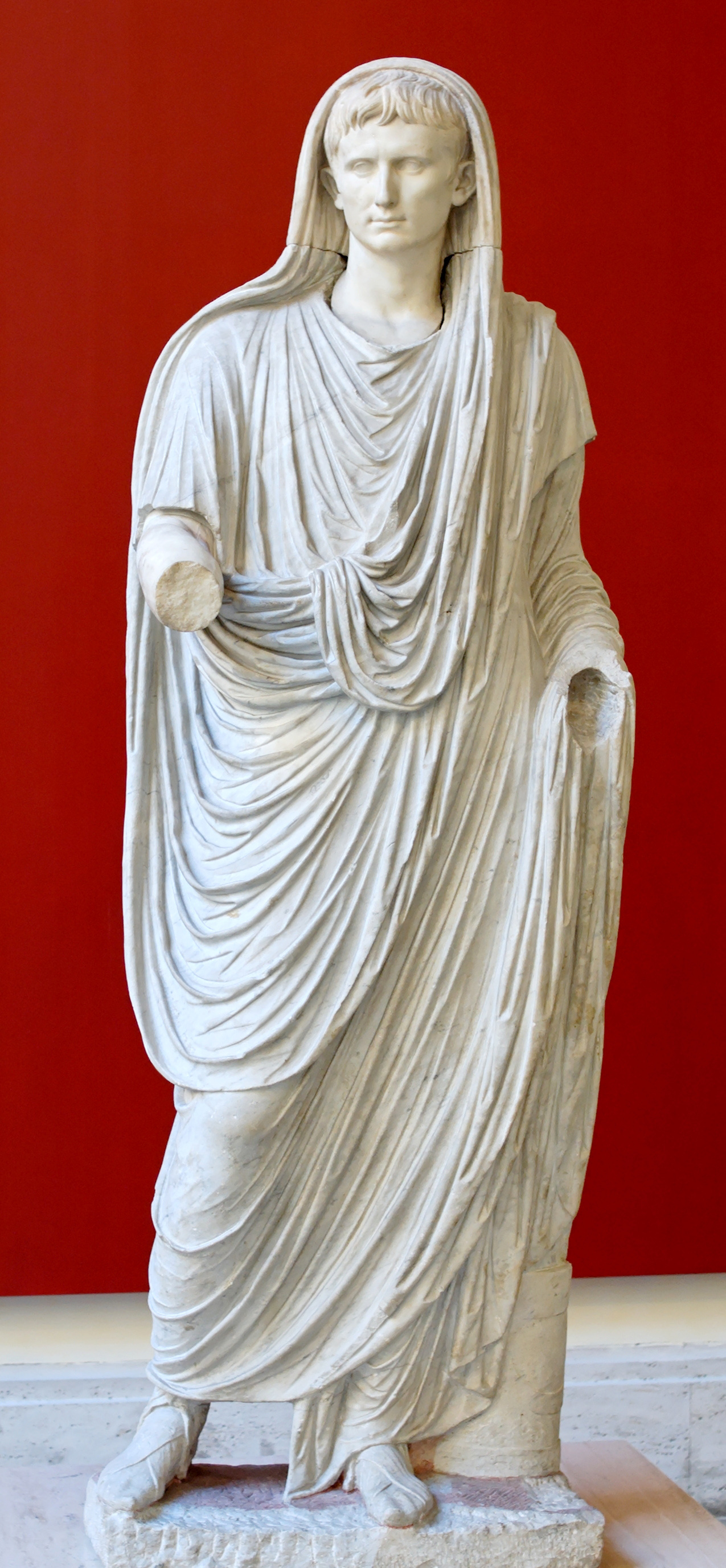
Oktawian August jako Pontifex Maximus.

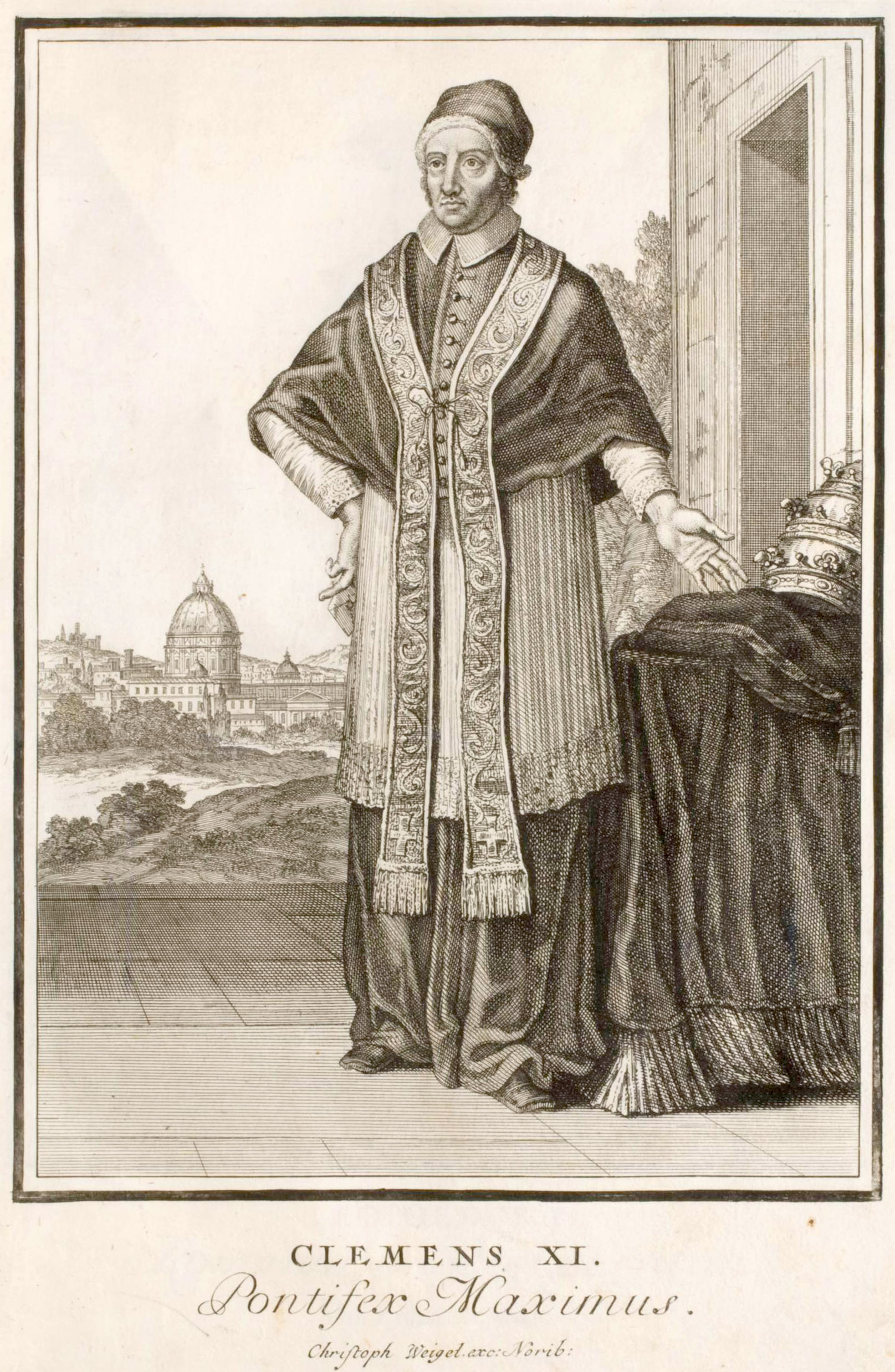
Papież Klemens XI jako Pontifex Maximus.

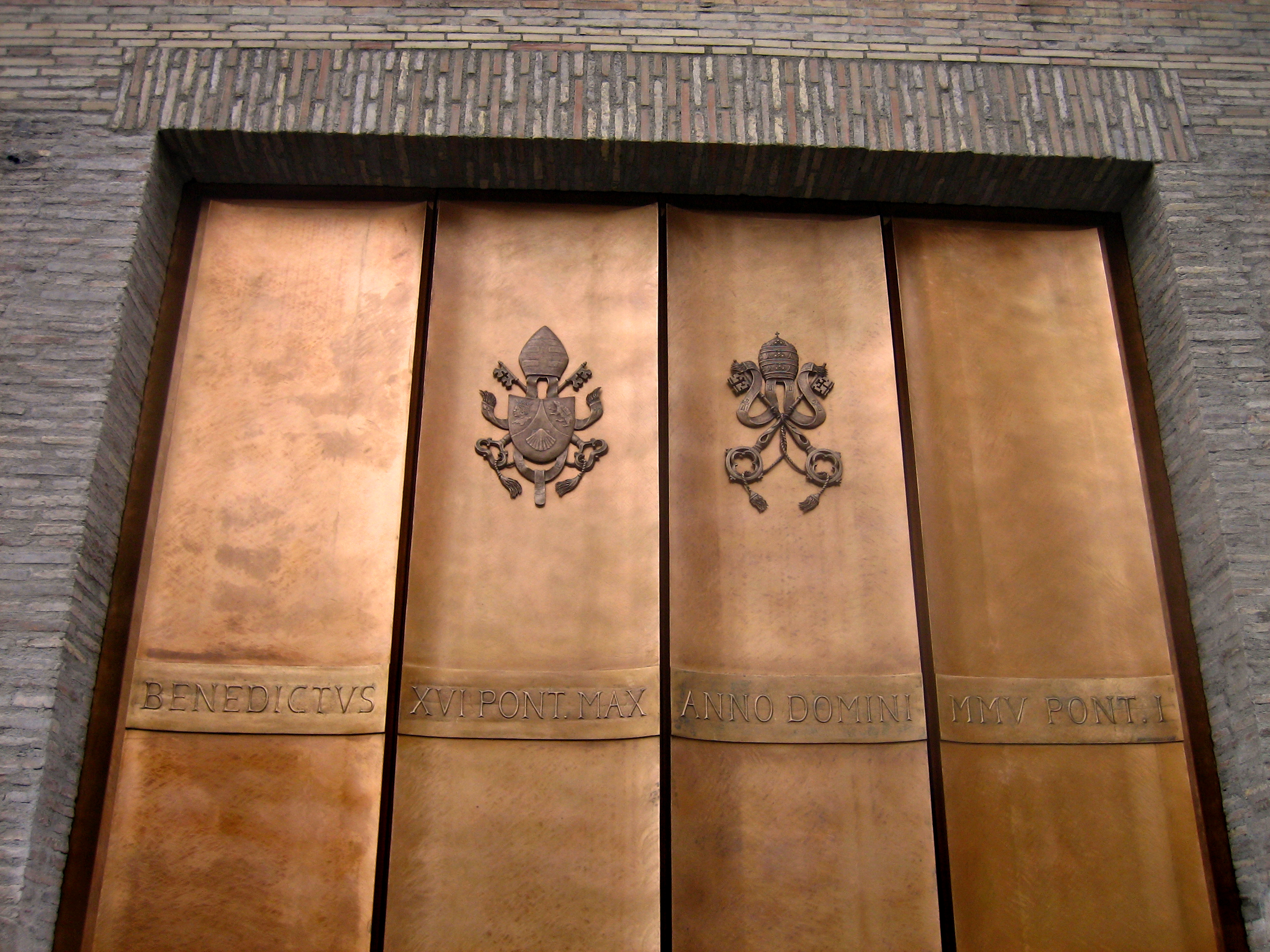
Brama do Watykanu z inskrypcją: Benedictus XVI Pont[ifex] Max[imus] Anno Domini MMV Pont[ificatus] I

Pontifex maximus (łac. najwyższy kapłan; dosłownie: najwyższy budowniczy mostów) – najwyższy w hierarchii kapłan w starożytnym Rzymie, przełożony kolegium kapłańskiego, tzw. pontyfików. 

## Etymologia
Ogólnie przyjmuje się, że tytuł pontifex maximus znaczy najwyższy budowniczy mostów (od łacińskiego pons i facere). Mniejszym zainteresowaniem cieszy się teoria o etruskim pochodzeniu tytułu, który miałby wówczas znaczyć przygotowujący do drogi (od etruskiego słowa pont – droga).

## Rzym
Jak podaje tradycja, kolegium kapłańskie wraz z jego przewodniczącym miał utworzyć Numa Pompiliusz, drugi król Rzymu. Początkowo najwyższy kapłan mianowany był przez władcę, a po upadku monarchii wybierany dożywotnio przez pozostałych pontyfików z własnego grona. Pod koniec III wieku p.n.e. wprowadzono wybór pontifexa maximusa na komicjach trybusowych.
Najwyższy kapłan zajmował się sprawami kultu państwowego. Tym samym podlegał mu kalendarz i kolegium westalek. W 254 roku p.n.e. urząd pełniony dotychczas tylko przez przedstawicieli patrycjatu objął plebej Tyberiusz Coruncarius.
Po śmierci Lepidusa w 12 roku p.n.e. urząd najwyższego kapłana objął Oktawian August i odtąd aż do roku 375 n.e. tytuł ten noszony był przez każdego kolejnego cesarza. W przypadku dwuwładztwa czy w okresie tetrarchii tytuł najwyższego kapłana noszony był zawsze tylko przez jednego z augustów, gdyż prawo zabraniało jego dzielenia. Cesarze pełnili swą sakralną funkcję podczas licznych świąt. Tytuł ten wskazywał także na opiekuńczą funkcję cesarza w stosunku do wszystkich religii w cesarstwie. Cesarz mógł więc ustanawiać kapłanów i kalendarz świąt wszystkich religii cesarstwa. Dopiero w 375 roku chrześcijański cesarz Gracjan po wstąpieniu na tron odmówił przyjęcia do swojej tytulatury godności najwyższego kapłana i zrzekł się związanych z tym urzędem funkcji. Nie oznacza to jednak, iż od tego czasu cesarze zrezygnowali z interwencji w sprawy kościelne.

## Tytuł papieży
Od V w. za sprawą papieża Leona I (440–461) tytułem „pontifex maximus” zaczęto określać biskupów Rzymu. Pomimo że tytuł ten stał się powszechny i pojawiał się w inskrypcjach na budynkach, monumentach i monetach w Watykanie, nigdy nie został włączony do oficjalnej tytulatury papieży (Annuario Pontificio jako czwarty oficjalny tytuł papieży podaje: Summus Pontifex Ecclesiae Universalis).

## Lista najwyższych kapłanów
- 712 p.n.e. – Numa Marcius
- 509–493 p.n.e. – Papirius
- 460–440 p.n.e. – Furius
- 431–420 p.n.e. – Cornelius Cossus
- 420–397 p.n.e. – Minucius Folius
- 397–390 p.n.e. – Minuncius Augurinus
- 390 p.n.e. – Follius Flaccinator
- 332–304 p.n.e. – Cornelius Callissa
- 304 p.n.e. – Cornelius Scipio Barbatus
- 254–243 p.n.e. – Tiberius Coruncanius
- 243–221 p.n.e. – Lucius Caecilius Metellus
- 221–213 p.n.e. – Lucius Cornelius Lentulus Caudinus
- 212–183 p.n.e. – Publius Licinius Crassus Dives
- 183–180 p.n.e. – Gaius Servilius Geminus
- 180–153 p.n.e. – Marcus Aemilius Lepidus
- 153–150 p.n.e. – wakat
- 150–141 p.n.e. – Publius Cornelius Scipio Nasica Corculum
- 141–132 p.n.e. – Publius Cornelius Scipio Nasica Serapio
- 132–130 p.n.e. – Publius Licinius Crassus Mucianus
- 130–123 p.n.e. – Publius Mucius Scaevola
- 123–103 p.n.e. – Lucius Caecilius Metellus Dalmaticus
- 103–89 p.n.e. – Gnaeus Domitius Ahenobarbus
- 89–82 p.n.e. – Quintus Mucius Scaevola
- 82–63 p.n.e. – Quintus Caecilius Metellus Pius
- 63–44 p.n.e. – Gaius Iulius Caesar (Cezar)
- 44–12 p.n.e. – Marcus Aemilius Lepidus (triumwir)
- 12 p.n.e. – Oktawian August
- 12 p.n.e. do 375 n.e. – tytuł noszony przez cesarzy rzymskich